# Британский агент
«Британский агент» (англ. British Agent) — художественный фильм режиссера Майкла Кёртиса, шпионский фильм, вышедший на экраны в 1934 году. Картина поставлена по мотивам книги «Мемуары британского агента» Брюса Локхарта, частично касаясь, так называемого, «дела Локкарта». Сюжет картины повествует историю отношений сотрудника посольства Великобритании Стивена Лока и русской революционерки Елены Муры, на фоне Октябрьской революции и начала Гражданской войны в 1917—1918 годах. Картина получила в целом позитивные отзывы критики и была успешна в прокате.

## Сюжет
Действие картины происходит в России в 1917—1918 годах. В посольство Великобритании в Петрограде, направлен новый сотрудник Стивен Лок. Ему поручена миссия по предотвращению заключения возможного перемирия между Россией и Германией. В Петрограде осенью 1917 неспокойно. Во время стычки казаков и населения, революционерка Елена Мура стреляет в казака. Стивен спасает девушку от преследования и разрешает ей укрыться в стенах посольства. Между ними возникает мимолетная симпатия, но Елена при первой возможности покидает посольство.
Волнения в столице заканчиваются взятием власти большевиками. Посольство закрывается, многие сотрудники эвакуированы. Стивен и другие иностранные граждане коротают время в одном из кафе. Елена становится личным помощником Ленина и Троцкого и выполняет их специальные поручения, касающиеся британского агента. Елена и Стивен встречаются вновь и между ними вспыхивает чувство. Стивен получает возможность высказать свою позицию представителям новой власти на переговорах в Смольном. Он предлагает подождать с заключением сепаратного мира с Германий и выторговывает трехнедельную паузу. Елена доносит на Стивена своему руководителю Льву Троцкому, сообщая о том, что Стивен всего лишь передает мнение выгодное британскому правительству и он вовсе не сочувствует молодой Советской Республике. Вскоре агент получает сообщение, что британские силы высадились на севере и его миссия теряет смысл.
Товарищи по несчастью Стивена, сотрудники других посольств — Медил, Лефорж и Де Валь предлагают ему начинать искать контакты с контрреволюционными белыми силами. Британец колеблется. Кураторы Елены требуют найти на Лока компромат, но она тянет с исполнением приказа, не желая доносить на любимого. Елена умоляет Стивена сдаться властям и тогда он может рассчитывать на депортацию. Тем временем происходит покушение на Ленина, после которого спецслужбы Советской России начинают террор против иностранцев оставшихся в стране. Нескольких из них ловят и расстреливают без суда и следствия. Медила пытают, требуя выдать Стивена, но тот не раскрывает секрета. Перед этим он успел сообщить Елене место, где прячется Стивен. Елена находит Стивена и говорит ему, что они умрут вместе. Влюбленные обнимают друг друга и видят приближающихся чекистов. Однако, в последний момент, приходит спасение. Ленин остался жив и руководитель Советской России амнистирует всех иностранцев.
В финальной сцене Елена и Стивен покидают Россию на поезде и отправляются в Великобританию.

## В ролях
- Лесли Говард — Стивен Лок
- Кэй Фрэнсис — Елена Мура
- Уильям Гарган — Боб Медил
- Филлип Рид — Гастон ЛеФарж
- Ирвинг Пичел — Сергей Павлов, сотрудник ЧК
- Айвен Симпсон — Эванс
- Хэлливел Гоббс — сэр Уолтер Карристер, посол Великобритании в России
- Дорис Ллойд — леди Карристер
- Джозеф Кэррол Нейш — Троцкий
- Тенен Хольц (en) — Ленин
- Грегори Гайе — Колинов
- Уолтер Байрон — Стэнли
- Сизар Ромеро — Тито Дель Валь
- Марина Кошиц — Мария Николаевна
- Коринн Уильямс и Зозя Танина — Дора Каплан
- Джозеф Марио — Сталин
- Джордж С. Пирс — Ллойд-Джордж
- Дональд Крисп — Рейли (сцена была удалена)
- Леонид Снегов — русский дипломат
- Норман Стенгель — Радек
- Харрисон Грин — Член Советского комитета
- Майкл Марк — Член Советского комитета
- Харри Семелс — Член Советского комитета
- Сэм Савицкий — казак

## История создания
В 1932 году в свет вышли мемуары Брюса Локхарта, вицеконсула британского посольства в России в 1912—1918 годах. Книга приобрела популярность по обе стороны океана и стала бестселлером. Материал о переговорах британца с советским правительством, его любовная афера с украинской аристократкой и возможным двойным агентом, привлекли внимание киностудий еще до того, как книга была написана. Интерес к экранизации проявлял Сэмуэл Голдвин. Прототипом для главной героини картины революционерки Елены Муры (Elena Moura), стала Мария Будберг — любовница Брюса Локхарта в 1918 году. Создатели картины консультировались с Локхартом и Будберг, они также стали одними из первых зрителей картины. Сценарий картины вызвал серьезные возражения с британской стороны и подвергся цензурным правкам. Партнеры Warner Brothers в Великобритании предупредили, что будущая картина получит ограничения по прокату, если острые углы в тексте не будут сглажены. При подготовке сценария текст изменился. Из политического триллера он в значительной мере стал мелодрамой, в которой политика являлась только фоном.
На главную женскую роль первоначально планировали Барбару Стэнвик, но она отклонила предложение и роль отдали Кэй Фрэнсис. С выбором исполнителя на главного героя разногласий не возникло. Им стал архетипический «брит» в голливудских фильмах, англичанин Лесли Говард. Он порекомендовал на яркую характерную роль американца Боба Медила своего знакомого актера Уильяма Гаргана. Первым кандидатом на позицию режиссера был лауреат «Оскара» Фрэнк Борзейги, но позже студия поменяла свой выбор. Недавно ставший главой производственного отдела Warner Хэл Уоллис, предложил кандидатуру Майкла Кёртиса. «Студийный» режиссер Warner Brothers поставил производство фильмов на поток: в 1933 году он снял в качестве режиссёра 8 полнометражных фильмов. Тем не менее, считалось, что у Кёртиса есть свой почерк. Он уже зарекомендовал себя в жанре социального и политического кино. Его последняя работа «Ключ» (en) о войне за независимость Ирландии получила признание критики. Кёртис и Фрэнсис успели совместно поработать в картине «Мандалай» (en).
Известно, что лично Джек Уорнер участвовал в переговорах о возможности проведения съёмок в России, но успехом они не увенчались. Воспроизводить революционный Петроград пришлось в Калифорнии. Съёмки начались 26 марта 1934 года и закончились 11 июня. Они прошли в Бёрбанке, на площадях и в павильонах принадлежащих студии Warner. Картину можно отнести к высокобюджетным историческим драмам. Режиссёр получил в свое распоряжение солидный для того времени бюджет $475 тыс. Для её производства было создано 40 декораций. В массовке революционных волнений задействовали около 1500 статистов, для картины было пошито около 3000 костюмов и элементов амуниции.
Для Фрэнсис самой сложной оказалась сцена в прологе картины, в которой ей нужно было стрелять в человека. Она всегда панически боялась оружия и опасалась, что револьвер будет заряжен боевым патроном вместо холостого. Картина ей очень понравилась благодаря тому, что не стала очередной костюмированной драмой. Строгие костюмы русской революционерки, помогли ей вжиться в образ. Неприятная история случившаяся с Кэй, задержала график производства картины. Актриса случайно оказалась запертой дома и, торопясь на студию, разбила рукой стекло и сильно порезалась. Ей пришлось наложить 25 швов. LA Times сообщала, что ранение едва не стоило актрисе жизни, так как была повреждена артерия. Впрочем, пресса предполагала, что речь идет о неуклюжем оправдании попытки самоубийства. Известно, что во время съемок между Фрэнсис и Говардом случился кратковременный роман. Актрисе пришлось до конца съемок носить платья с длинными рукавами.
Картина оказалась успешна в прокате. Она принесла прибыль кинокомпании $447 000, что для того времени считалось хорошим достижением. Лидеры проката 1934 года принесли около $1 млн прибыли.

## Историческая достоверность
Warner всегда была известна, по сравнению с другими американскими студиями, повышенным вниманием к политической и социальной теме в кинематографе и считалась близкой к администрации Рузвельта, симпатизировавшей СССР. К недостаткам картины можно отнести то, что масштабные события, повлиявшие на ход всей мировой истории, в картине являются не более чем фоном для романтических отношений героев. Хотя Октябрьская революция и не является основной темой фильма, ей уделено должное внимание и события переданы достаточно корректно. Изображение исторических фигур, игравших главные роли в советском революционном движении, достаточно реалистично. Нередко в Голливуде сценарист мог давать совершенно карикатурный образ, как, например, Лев Троцкий был показан в фильме «Миссия в Москву» в качестве приспешника нацистов. В «Британском агенте» фигуры Троцкого и Ленина, по меркам Голливуда, близки к прототипам. Некоторые из политических деятелей не выведены под своими именами, но легко угадываются. Так, Колинов явно списан с Александра Керенского.
Фильм весьма вольно толкует содержание книги и местами уходит от исторических реалий. В картине нет привязки ко времени. В открывающей сцене Стивен Лок, перед поездкой в Россию, обсуждает детали своей миссии с премьер-министром Ллойд Джорджем. Судя по обсуждавшимся вопросам, примерная дата этой встречи: начало 1918 года. Прибытие главного героя Лока происходит явно в октябре 1917 года, когда Временное правительство еще у власти и начинаются волнения. В реальности Брюс Локхарт не был в Петрограде в октябре 1917 года. В мемуарах Локхарта Марии Будберг отведена второстепенная роль, тогда как в картине её персонаж главный и она непосредственно влияет на ход событий.
В картине «Ключ» и «Британский агент» заметны некоторые антибританские настроения, популярные в то время в американской кинематографической среде. Наиболее спорным моментом картины является то, что сценарий вполне серьезно ссылается на «дело Локкарта» — контрреволюционный план свержения власти и физического устранения лидеров советского государства, разрабатывавшийся британскими спецслужбами. Реальная вовлечённость в этот план британских спецслужб до сих пор остаётся предметом дискуссий среди историков. Позднее заговор Локкарта и его связь с Сиднеем Рейли нашли более подробное отражение в телевизионном сериале «Рейли, король шпионов» (en) 1983 года.

## Критика
Картина вышла на экраны 19 сентября 1934 года. Премьерный показ состоялся в Нью-Йорке в кинотеатре Стренд (en). Фильм получил преимущественно позитивные отзывы критики. «Работа Кёртиса выпукло передает всю глубокую драматургию истории», — написал Андре Синвалд (NY Times). Картина явно поднимается над средним уровнем шпионских триллеров поставленных на поток, благодаря нерядовым диалогам, актерской игре и работе оператора, отметил Time.
Критика благосклонно отнеслась к политической стороне картины, выделив работу оператора в сценах стычек с демонстрантами и работу актеров второго плана в ролях Троцкого и Сталина. Картину можно рассматривать, как пример изображения «голливудской России» в довоенную эпоху, до периода холодной войны. Один из явно бросающихся в картине штампов, обыгрывание расхожей коллизии столкновения представителя капиталистической страны и русской женщины коммунистки: «Издевка» (en), «Буря», «Последний приказ» и более поздняя картина «Ниночка». Подобный поворот сюжета очень близок Кёртису, режиссеру политически ангажированного кино. Его излюбленный ход, ввести в сюжет героя иностранца, попавшего в другую страну и столкнувшегося с чужой культурой: «Желанная женщина» (en), «Мандалай» (en), «Черная фурия» (en). Схожий прием был использован и в более поздней картине «Касабланка», прославившей имя Кёртиса, с которой у драмы 1934 года много общего.
Специалисты выделили актерскую игру Лесли Говарда, отметив убедительно сыгранную драматическую составляющую. Актрису Кей Фрэнсис критики иронически называли «вешалкой» (англ. clothes horse), обыгрывая то, что выигрышно она смотрелась только в костюмированных постановках, в экзотических локациях. Собственно это и было одной из причин ее выбора на главную роль в «Британском агенте» и уже на этапе препродакшен специалисты оценивали выбор как неудачный. Впрочем, критики признавая то, что она в картине по факту играла роль второго плана, на фоне Говарда, тем не менее, справилась с задачей влюбленной агентессы ЧК неплохо.
Среди недостатков специалисты выделили некоторую затянутость картины. Картину также сильно портит вымученная и приторная концовка и банальный диалог, сопровождающий счастливое спасение главных героев. Последняя фраза при расставании на вокзале, в которой американец Боб Медил просит привезти ему жевательную резинку, совершенно неуместна для общего драматического и депрессивного настроения картины.